# Cesson
Cesson – miejscowość i gmina we Francji, w regionie Île-de-France, w departamencie Sekwana i Marna.
Według danych na rok 1990 gminę zamieszkiwało 7878 osób, a gęstość zaludnienia wynosiła 1129 osób/km² (wśród 1287 gmin regionu Île-de-France Cesson plasuje się na 266. miejscu pod względem liczby ludności, natomiast pod względem powierzchni na miejscu 551.).